# Apsis

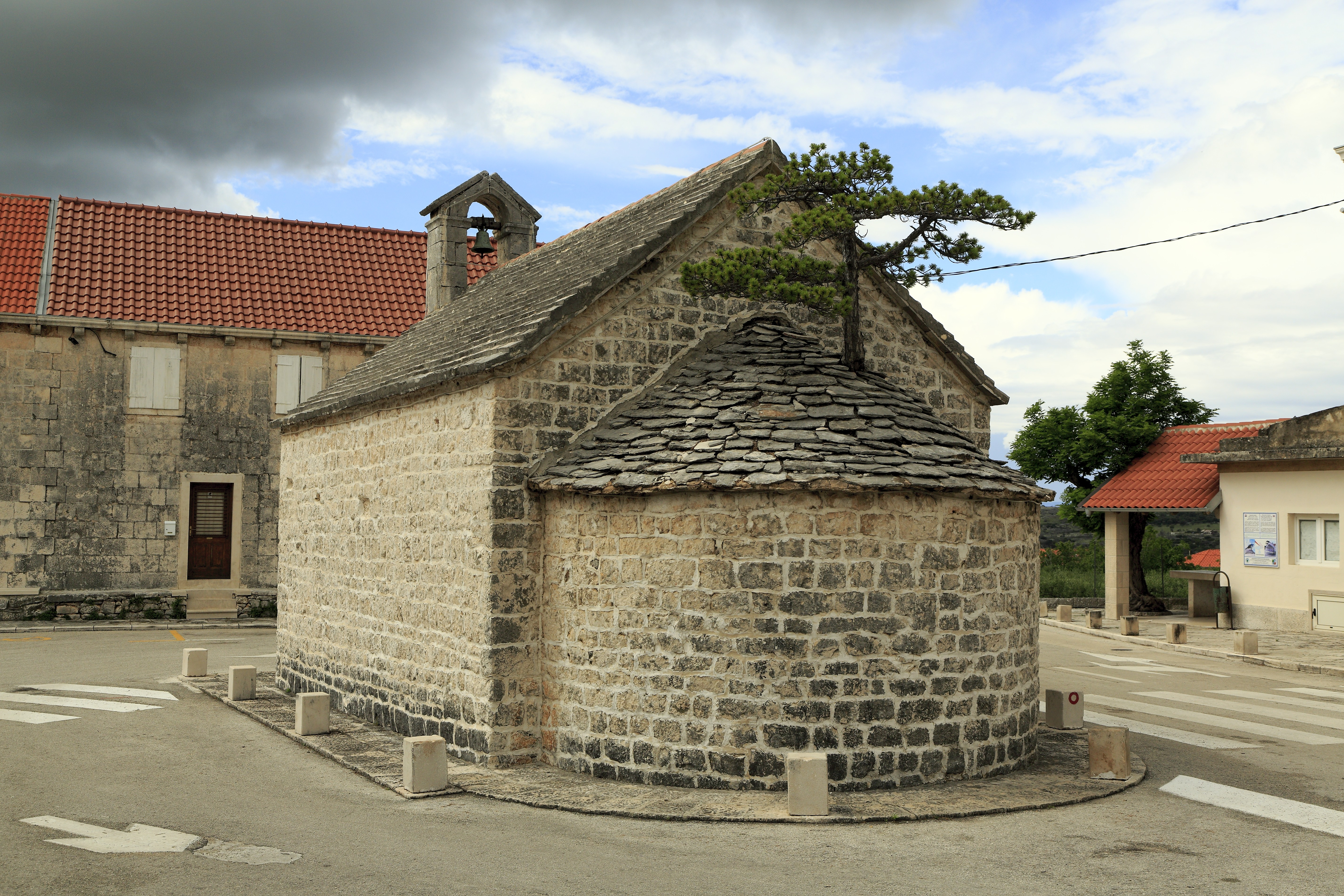
Apsis an einer schlichten Kapelle (St. Peter, Nerežišće/Kroatien)

Die Apsis (von altgriechisch ἁψίς hapsís „Gewölbe“ bzw. im ionischen Dialekt ἀψίς apsís; Plural ἀψίδες apsídes ‚Apsíden‘; als Singular kam früher auch eine vom Plural ‚Apsiden‘ abgeleitete Singularform Apside oder Abside vor) ist ein im Grundriss halbkreisförmiger Raumteil, der an einen Hauptraum anschließt.

## Grundform und Begriffe
Apsiden waren zunächst typische Bestandteile von antiken Basiliken (Markt- oder Gerichtshallen). Sie treten in der Regel auch gerundet aus der Wandfläche hervor, können aber auch im dicken Mauerwerk liegen oder außen rechtwinklig ummantelt sein. Apsiden unterscheiden sich von Wandnischen durch ihre Größe und Begehbarkeit.
Die Apsis wird meist von einer Halbkuppel, der Apsiskalotte, überdeckt und wird dann auch Konche genannt. Eine Apsis kann aber auch eine Flachdecke oder ein offenes Dachwerk aufweisen. 
Kleinere Nebenapsiden werden auch als Apsidiolen bezeichnet. 

## Geschichte und Formen

### Antike

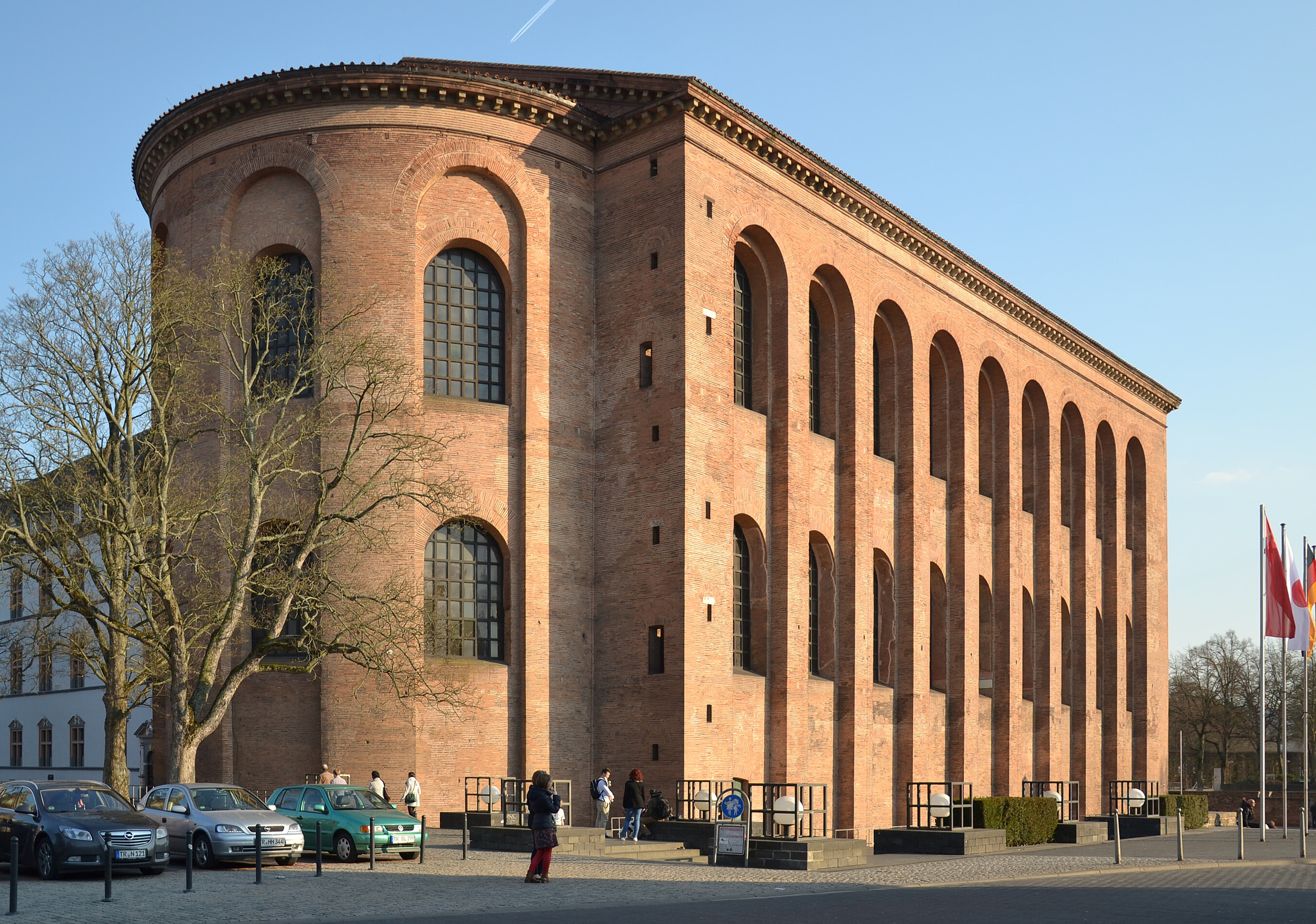
Apsis im spätantiken Profanbau: die Basilika in Trier

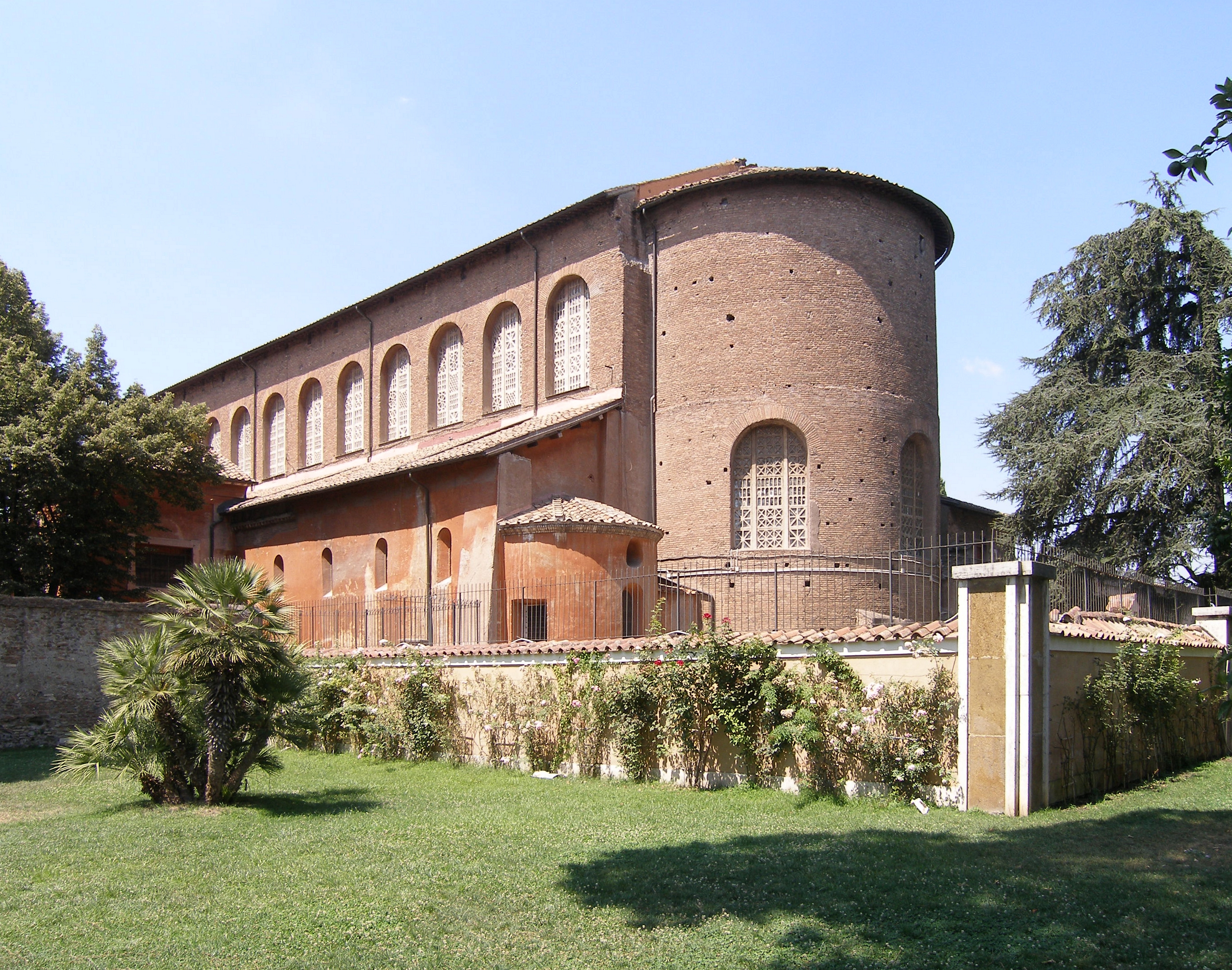
Apsis im spätantiken Kirchenbau: Santa Sabina, Rom

Die Apsidenform stammt aus der Exedra und Tribuna des griechischen Profan- und römischen Sakral- und Profanbaus. Nicht selten war die Längsachse römischer Basiliken durch zwei gegenüberliegende Apsiden markiert (Volubilis, Leptis Magna) – eine Konstellation, die sich auch an einigen bedeutenden Kirchenbauten des Mittelalters findet (z. B. Trierer Dom, Kathedrale von Nevers u. a.).
In der antiken Architektur wurden vielfach Nischen als Bauelemente verwendet, um Teile eines Raums hervorzuheben, als Bauschmuck und als Rahmen (Ädikula) für Statuen und Plastiken. Die Basiliken der römischen Kaiserzeit haben häufig an einem Ende eine Apsis für die Kaiserstatue. Somit kann die Apsis auch als Figurennische verstanden werden. Eine durchgängige Orientierung der Apsiden ist bei antiken Bauten nicht festzustellen, obwohl sich allmählich eine Ost-West-Ausrichtung durchsetzte.
Von den Basiliken der römischen Kaiserzeit leitet sich der christliche Kirchenbau ab, der die Apsis übernahm. Nach dem sogenannten Toleranzedikt von Mailand (313, Anerkennung des Christentums) nahm die christliche Architektur und Plastik einen starken Aufschwung. Als erste große christliche Basilika hatte die Laterankirche (319) eine Apsis für den erhöhten Altar.
In vielen Kirchen ist der östliche Abschluss des Kirchenraums – dem Eingang bzw. dem Kirchturm gegenüber – halbkreisförmig als Apsis ausgebildet. Dort befindet sich die leicht erhöhte Plattform für den Altar. In der Spätantike wurde sie häufig mit einer hölzernen oder gemauerten Priesterbank versehen, dem Synthronon.
Seit dieser Zeit ist die Chorapsis christlicher Kirchen meist nach Osten orientiert. Diese traditionelle Ausrichtung liberalisierte sich in der Renaissance und im Barock.

### Mittelalter

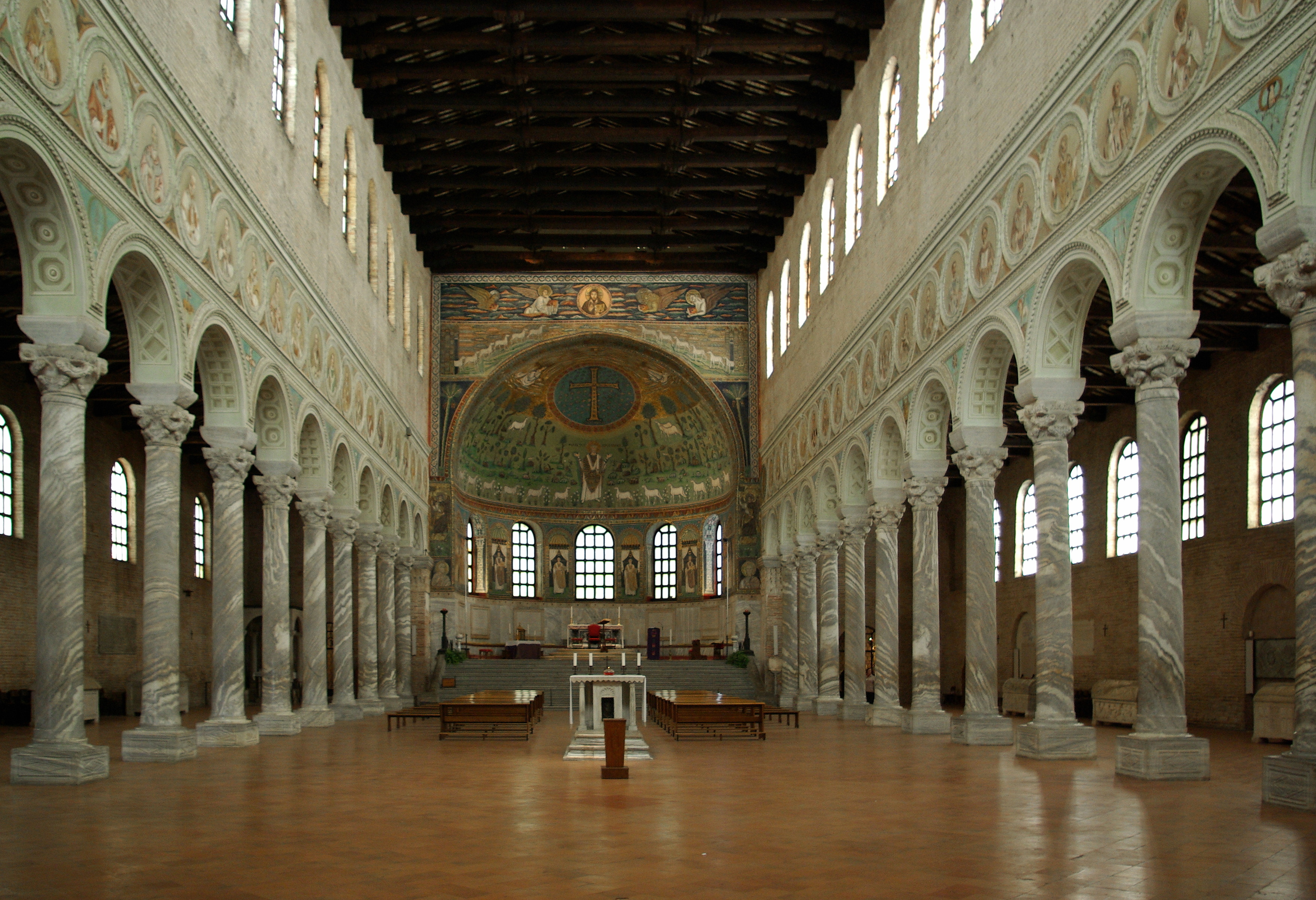
Apsis als Abschluss des Mittelschiffs in Sant’Apollinare in Classe, Ravenna

Während im frühen Kirchenbau bis in die Karolingerzeit die Apsis unmittelbar an das Hauptschiff der Kirche oder an das Querhaus anschließt, tritt später der Chorbau als eigener Raum dazwischen. In der Romanik und Gotik bilden Apsiden bei länglichen Bauformen mit Chorhaus den Blickpunkt des Kirchenbaus. Romanische Apsiden sind auch von außen deutlich erkennbar und dort oft detailreich gestaltet.

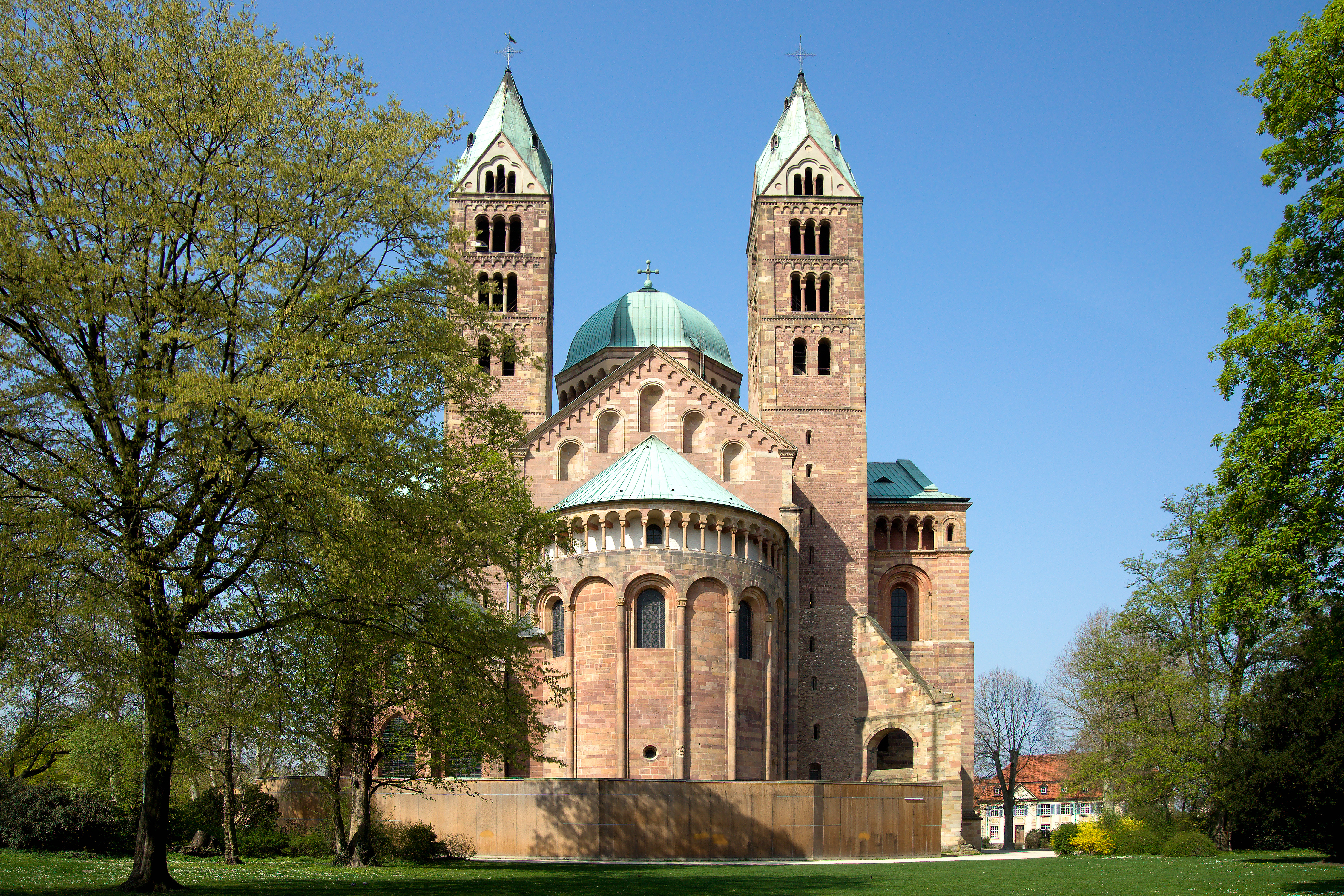
Ostansicht des Speyerer Doms mit Apsis

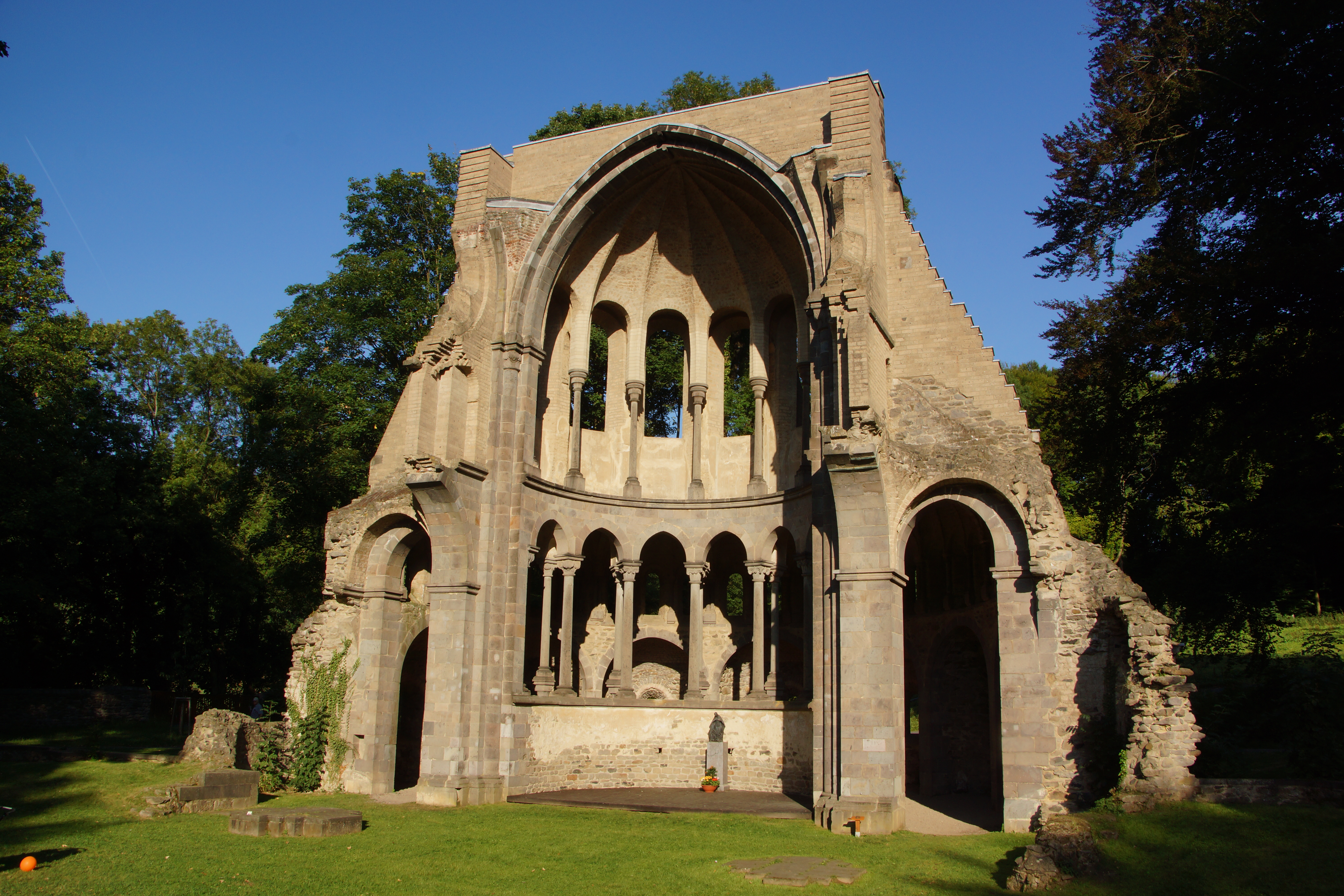
Apsis der Ruine Kloster Heisterbach

Eine Variante sind die Taukreuzkirchen, die ein langes Kirchenschiff haben und im Querbalken des T drei Apsiden aufweisen (siehe Santissima Trinità di Saccargia). Diese auf byzantinische Tradition zurückgehende Bauform ist auf Sardinien verbreitet. Kunsthistoriker sehen einen Zusammenhang mit der cluniazensischen Ordensreform. Auch zwei Kirchen im spanischen Ávila haben Dreifach-Apsiden. Ebenso befinden sich karolingische Saalkirchen mit drei Apsiden im Alpenraum (Müstair). Doppelapsiden treten gelegentlich bei Kirchen mit zwei Patrozinien auf (ehemals Reichenau-Mittelzell). Eine Apsis kann auch als Konche bezeichnet werden, besonders bei den Drei-Konchen-Chören. Manchmal dient die Apsis nicht als Altarraum, sondern als Eingangsapsis mit Portal. Besonders im deutschen Sprachraum sind seit der Karolingerzeit doppelchörige Kirchen mit Ost- und Westapsis verbreitet.
Unter der Apsis und dem Chorjoch romanischer Stiftskirchen befindet sich häufig die Krypta.

In der Hoch- und Spätromanik und Gotik entwickelte sich der Kapellenkranz des Chorumgangs (hinter dem Presbyterium/Chor). Als Apsis bezeichnet man nur den inneren Chorbereich des Presbyteriums (Chors), des Altarraums, der durch den Chorumgang von der Außenmauer getrennt ist.

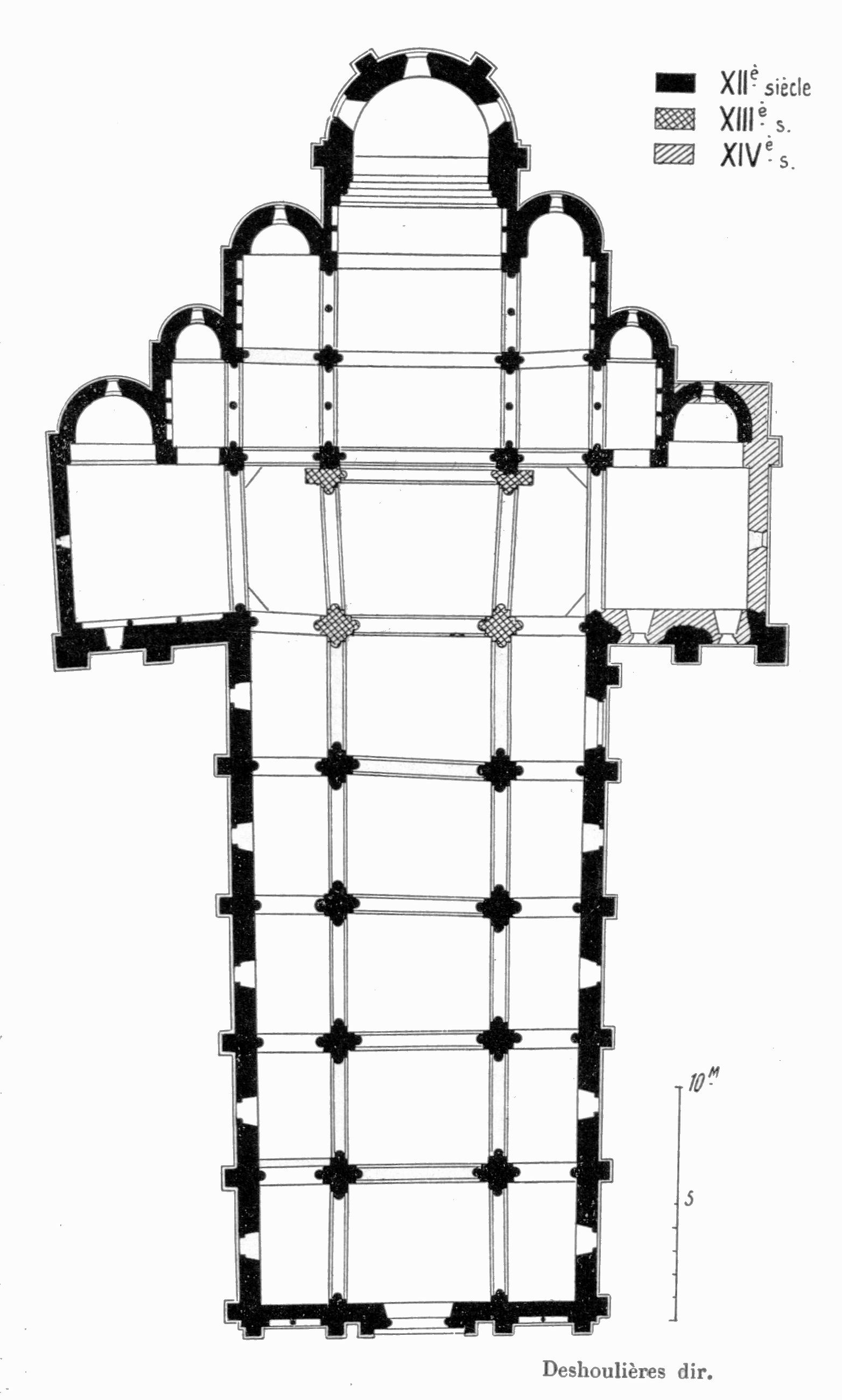
Staffelchor mit fünf Apsiden (Saint-Genès, Châteaumeillant)

### Künstlerische Ausgestaltung

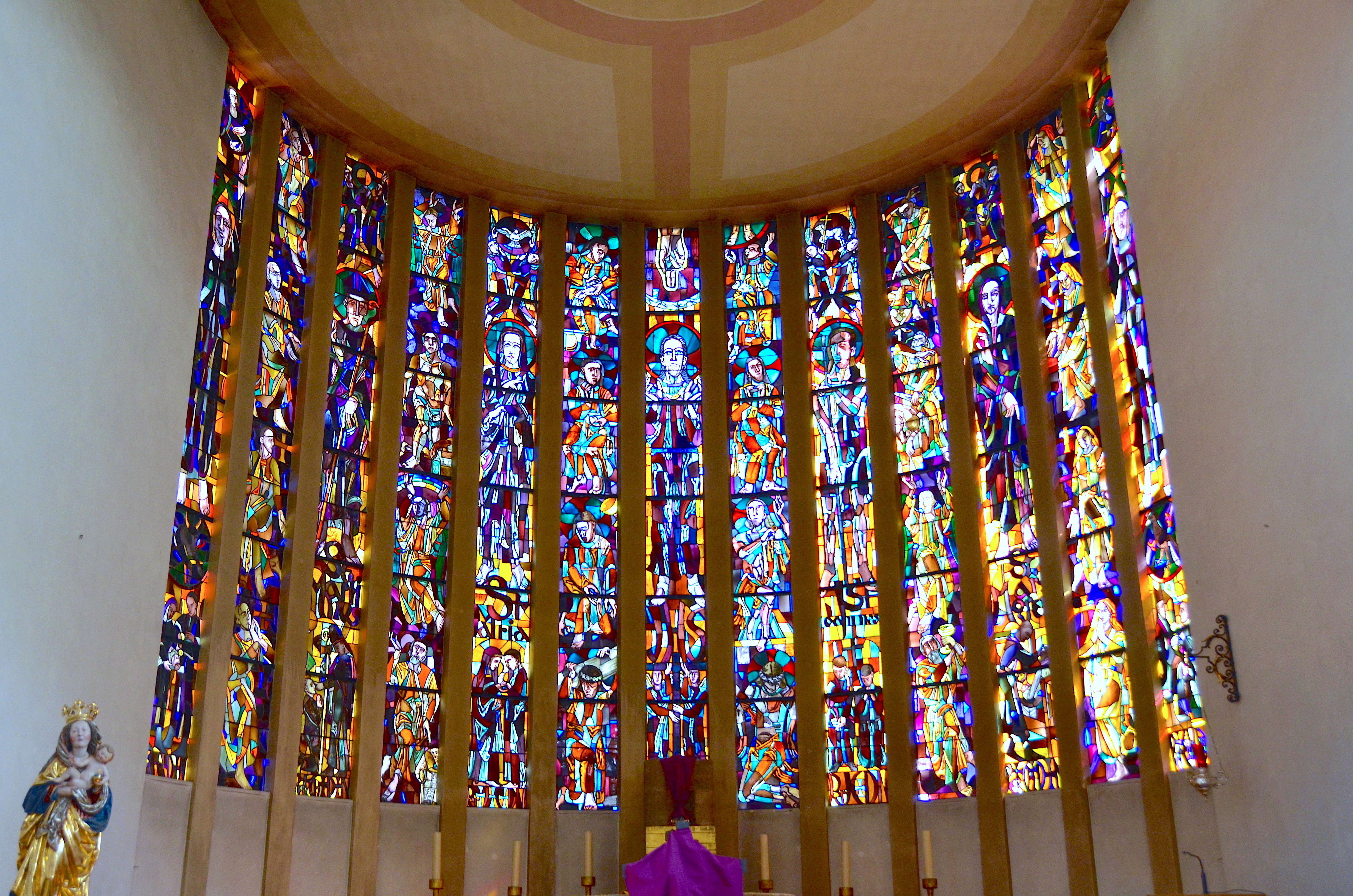
Glasfenster von Wilhelm Geyer, Apsis St. Margareta in Margrethausen

Als liturgisch bedeutsamster Ort innerhalb einer Kirche wurden die Apsiden bereits bei den spätantiken Kirchen in Rom und Ravenna durch monumentalen Mosaikschmuck hervorgehoben. Am Außenbau blieb die Apsis dagegen in dieser Zeit noch relativ schmucklos.
Romanische Apsiden (aber auch kleinerer Rundbogennischen) sind vielfach künstlerisch ausgestaltet – etwa mit einem Einzelbild (meist Christus), einer erzählenden Bildfolge (Freskenzyklus) oder mit Mosaiken. Auch Ziegel-Verzierungen und künstlerische Grabsteine finden sich dort und – ab der Gotik – Statuen von Heiligen.
Die anfänglich eher seltenen und kleinen Glasfenster wurden im Lauf der Entwicklung häufiger und größer. Auch die Häufigkeit von Gemälden nahm zu – v. a. im Barock, vereinzelt wurde die Apsis durch Perspektive vergrößert, zum Beispiel in Cuneo.
Romanische Apsiden sind von außen deutlich erkennbar und ihr östliches Halbrund ist oft reich gegliedert und künstlerisch ausgestaltet (siehe Weblink St. Gereon). Seltsame allegorische Kleinplastiken befinden sich in Schöngrabern (Niederösterreich) und an einigen Kirchen Frankreichs und Italiens.
Häufiger ist hingegen das Stilelement der Zwerggalerien – etwa an den Kaiserdomen von Speyer, Worms und den späten romanischen Kirchen in Köln. Als Zwerggalerie wird ein Arkadengang bezeichnet, der eine größere Apsis knapp unter ihrem Dach umrundet. Trotz hauptsächlicher Zierfunktion kann er auch begehbar sein.

### Polygonapsiden und polygonale Chorschlüsse
In der Romanik sind Apsiden in der Regel halbrund, doch in einigen Regionen ist der polygonale Chorschluss verbreitet, bei dem die Apsis aus mehreren geraden Wandabschnitten besteht (Lothringen und Moselraum – Trierer Dom, Münstermaifeld; Oberrhein – Basler Münster, Provence – Alet-les-Bains). Das Polygon ist in der Gotik die Standardform des Chorschlusses (z. B. Regensburger Dom). Dieser Baustil setzt die Apsis nicht mehr als selbständige Bauform vom Chor ab, sondern sie wird ganz mit der Architektur des Chors vereinheitlicht. Daher spricht man in der Regel nicht mehr von einer Apsis, sondern von einem Chorschluss. Die geometrische Konstruktion erfolgt so, dass ein halbiertes Polygon (Vieleck) in den Chorschluss eingezeichnet wird. Wenn es sich um ein Achteck handelt, von dem fünf Seiten im Bau ausgebildet sind, spricht man von einem Fünf-Achtel-Schluss. Dementsprechend gibt es den 5/10-Schluss, 7/12-Schluss etc.

## Bilder

Apsidenformen
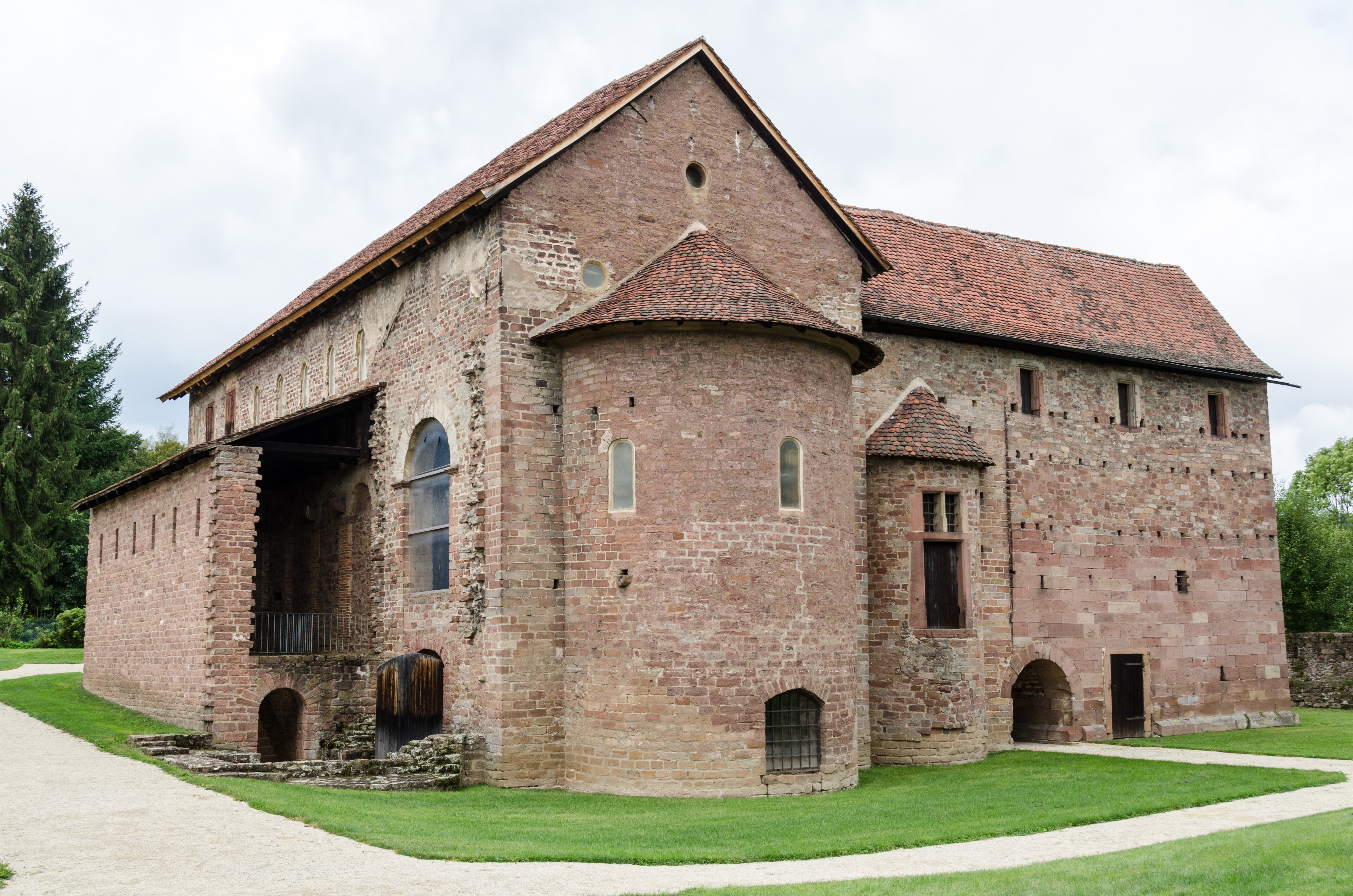
Apsiden der Einhardsbasilika in Steinbach/Odenwald (9. Jahrhundert)
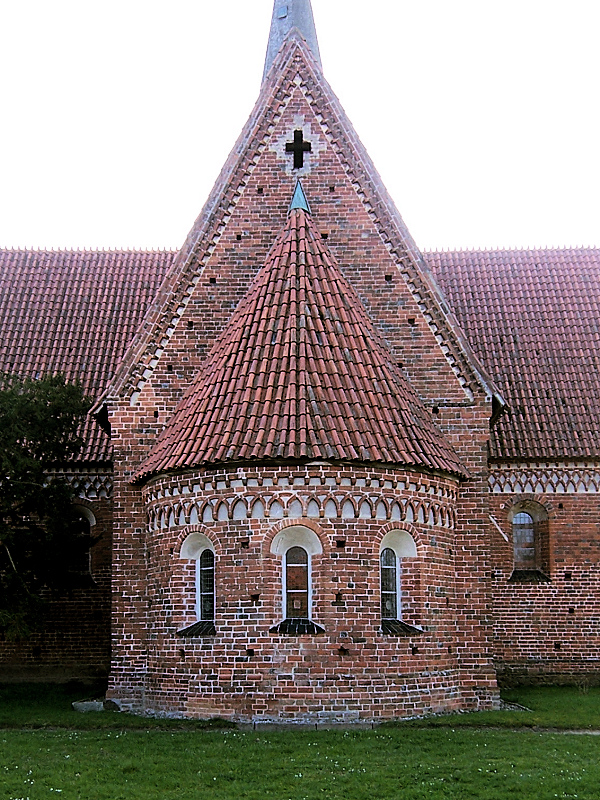
Apsis der Dorfkirche Vietlübbe
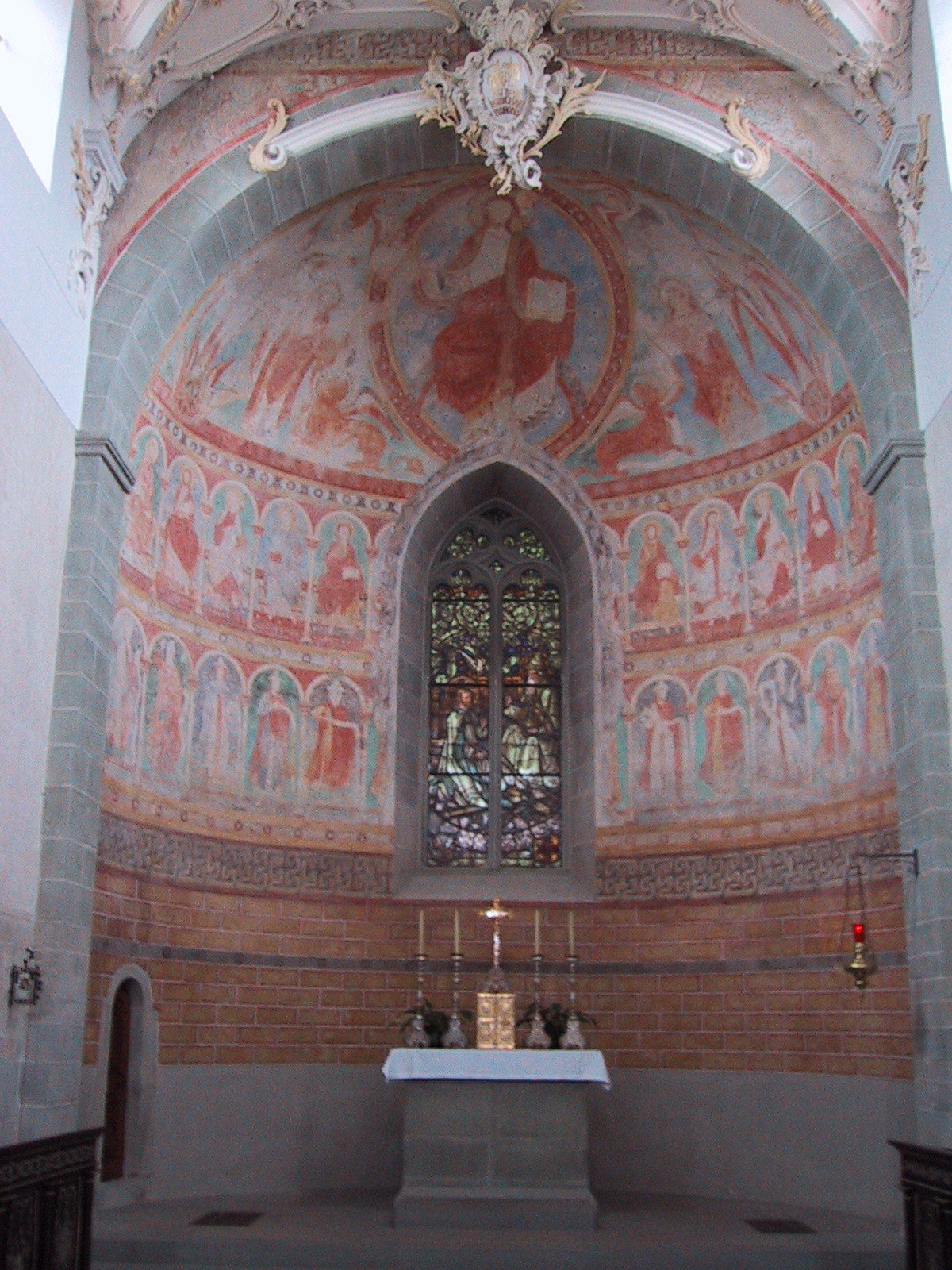
Innenansicht der Apis von St. Peter und Paul in Niederzell auf der Reichenau
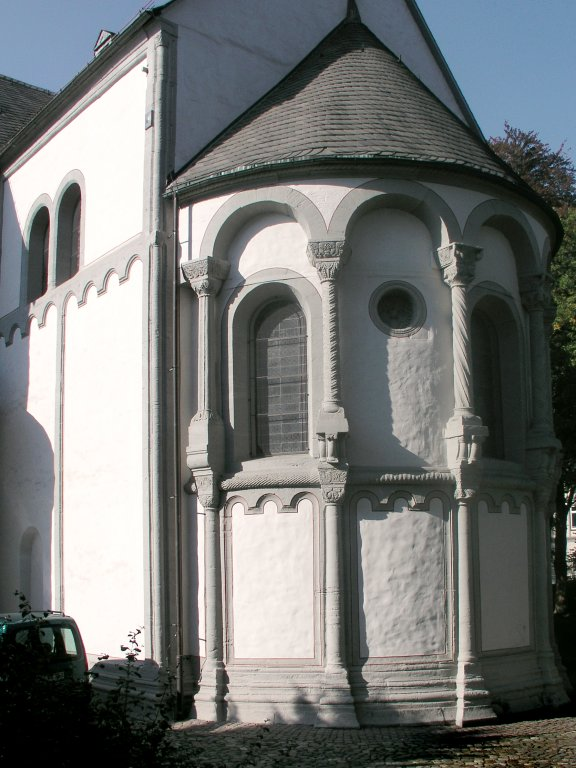
Apsis der Neuwerkkirche Goslar
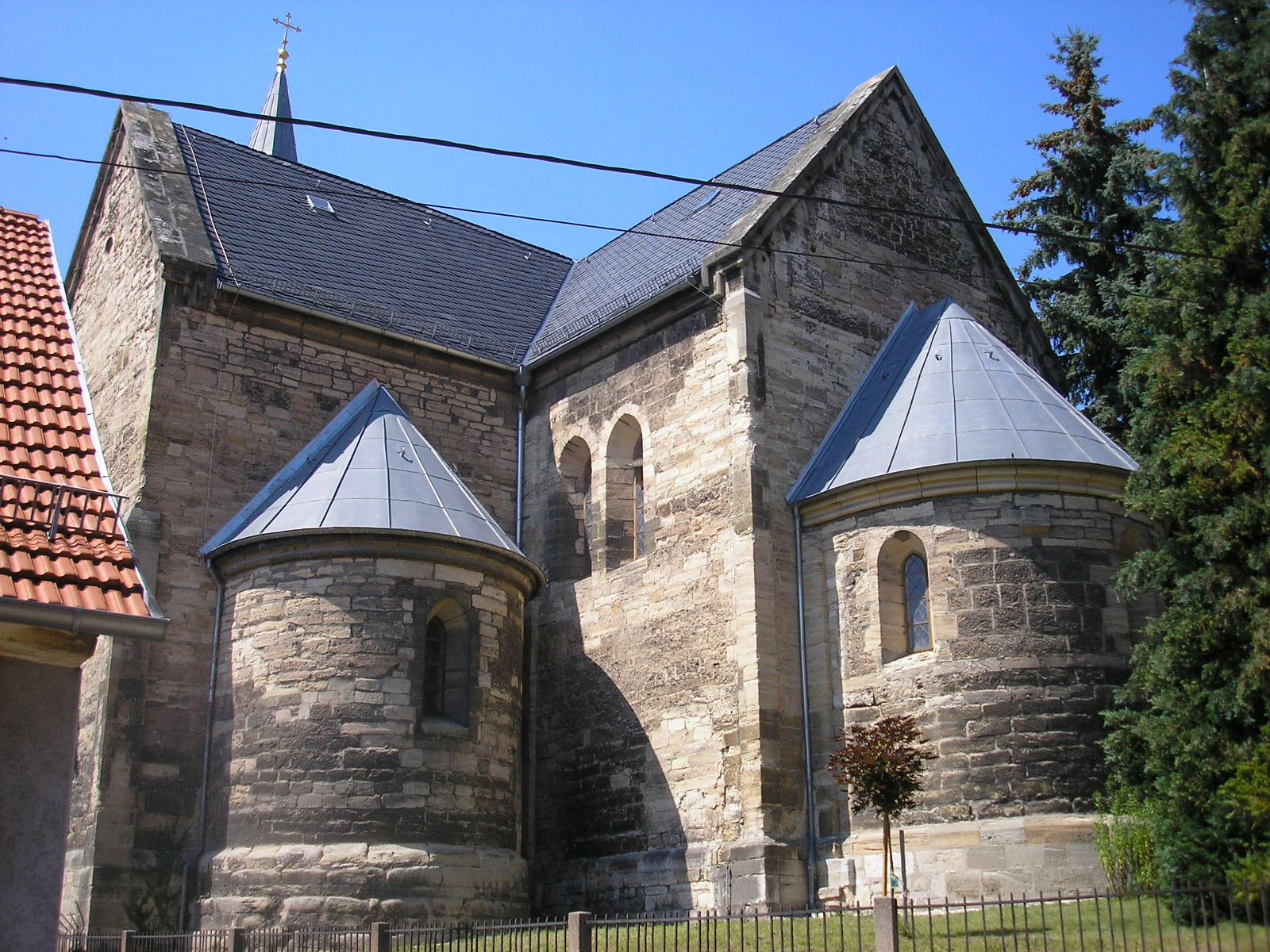
Zwei der drei Apsiden der Stadtkirche St. Bonifatius in Treffurt
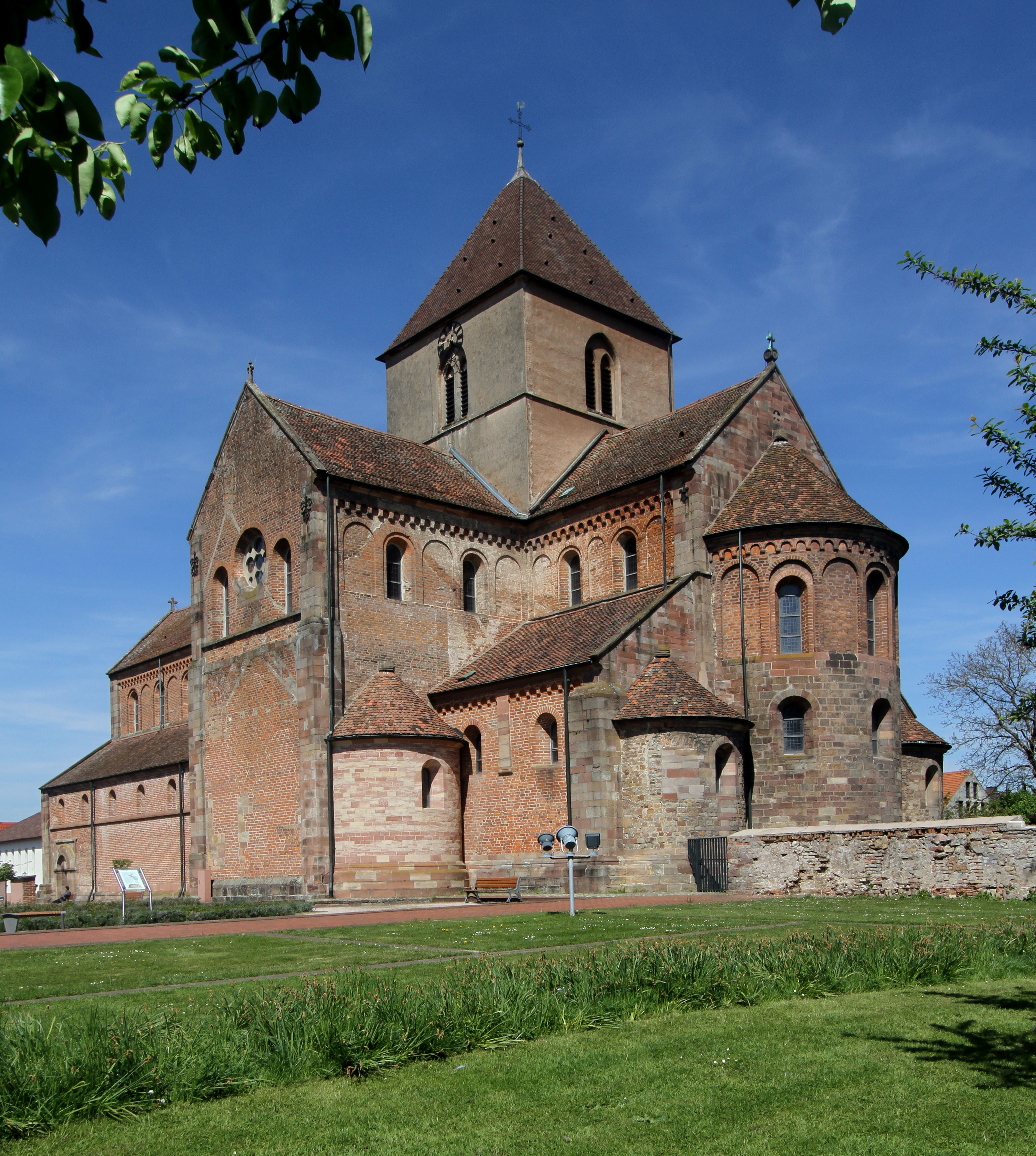
Staffelchor mit 3 plus 2 Apsiden (Münster Schwarzach, 13. Jahrhundert)

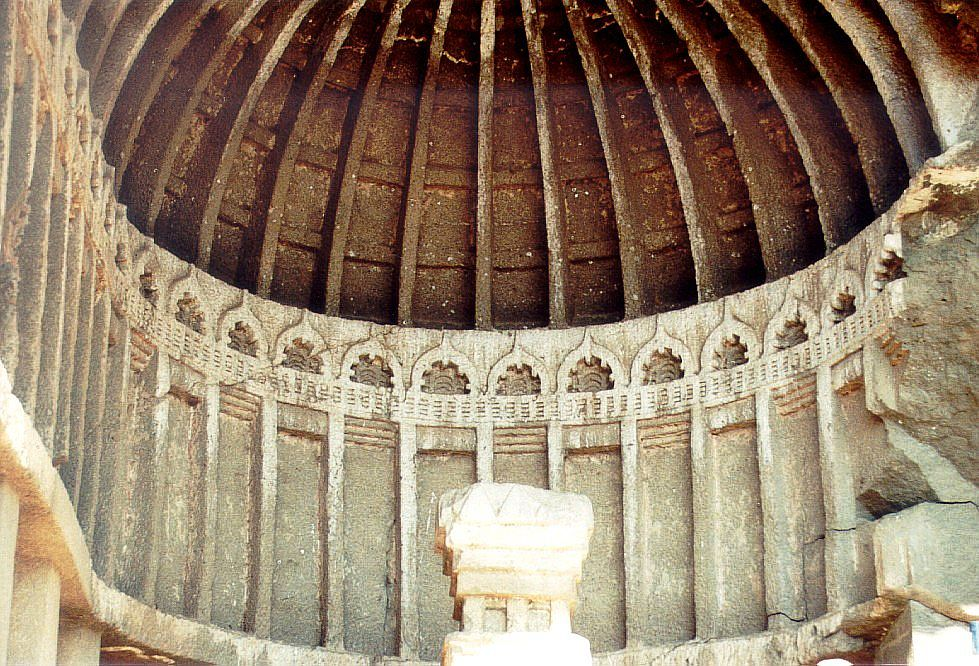
Aurangabad Caves, Indien – Chaitya-Halle mit Apsis

## Nischen in Synagogen und Moscheen
Den Apsiden vergleichbare, aber kleinere und seltener nach außen aus der Wand hervortretende nischenartige Formen treten auch im nichtchristlichen Sakralbau auf. In den Synagogen des Judentums dient eine Wandnische als Toraschrein; wie der Mihrāb in islamischen Moscheen zeigt sie oft auch die Gebetsrichtung an.

## Buddhistische Architektur Indiens
Auch in der frühbuddhistischen Architektur Indiens (2.–6. Jh.) gibt es – vorwiegend in Chaitya-Hallen – apsisähnliche Bauformen (meist mit Umgang).